# Cephalocoema lutescens
Cephalocoema lutescens är en insektsart som beskrevs av Piza Jr. 1984. Cephalocoema lutescens ingår i släktet Cephalocoema och familjen Proscopiidae. Inga underarter finns listade i Catalogue of Life.